# Větrník (Vestec)
Větrník (německy Windfeld) je malá vesnice, část obce Vestec v okrese Náchod. Nachází se asi 1 km na západ od Vestce. V roce 2009 zde bylo evidováno 18 adres. V roce 2001 zde trvale žilo 35 obyvatel.
Větrník leží v katastrálním území Vestec u Hořiček o výměře 3,93 km2.